# قطعنامه ۱۳۱۰ شورای امنیت
قطعنامه ۱۳۱۰ شورای امنیت سازمان ملل متحد که در تاریخ ۲۷ جولای ۲۰۰۰ تصویب شد، سندی بین‌المللی دربارهٔ بررسی وضعیت خاورمیانه است. این قطعنامه طی نشست ۴۱۷۷ام با ۱۵ رای موافق، ۰ مخالف و ۰ ممتنع تصویب شد.